# Garhi Ajit Singh
Garhi Ajit Singh (em panjabi: ) é uma aldeia localizada no distrito de Shaheed Bhagat Singh Nagar, no estado de Punjab, na Índia. Está localizado a 5,2 (3,2 mi) quilômetros de Aur, 17 (11 mi) quilômetros da cidade de Nawanshahr, 8,4 quilômetros (5,2 mi) do distrito Shaheed Bhagat Singh Nagas e 106 quilômetros (66 mi) da capital do estado, Chandigarh. A aldeia, assim como as demais indianas, é governada por um sarpanch, eleito democraticamente pela maioria da população residente no assentamento.

## Demografia
Segundo o relatório publicado pelo Censo da Índia de 2011, a aldeia Garhi Ajit Singh é composta por um total de 351 casas e a população total é de 1641 habitantes, dos quais 813 são do sexo masculino e 823, do sexo feminino. O nível de alfabetização da aldeia é 79.30% maior que a média do estado, a qual é de 75.84%.
Conforme constatação do Censo, 430 pessoas exercem seu trabalho fora da aldeia; dessas, 410 são homens e 20 são mulheres. O levantamento do governo também consta que 59.07% dos trabalhadores ocupam um serviço como trabalho formal e único, enquanto os outros 40.93% estão envolvidos em atividades marginais, trabalhando como meio de subsistência em diferentes lugares em menos de seis meses.

## Educação
Na aldeia, não há nenhuma escola, e os estudantes precisam ir a outras aldeias para estudar; muitas dessas aldeias estão distantes por dez quilômetros. Nas proximidades, destaca-se o Instituto Indiano de Tecnologia (IITs) a 20 quilômetros e a Lovely Professional University a 38 quilômetros. Outras instituições de ensino também representam papel importante na região: KC Engineering College e Doaba Khalsa.

## Transporte
A estação de trem mais próxima de Garhi Ajit Singh é Nawanshahr; no entanto, a estação principal, Garhshankar, está a 33 quilômetros (21 mi) de distância. O aeroporto mais perto é Sahnewal, localizado a 51 quilômetros, e o aeroporto internacional mais próximo é o Sri Guru Ram Dass Jee, a 146 quilômetros.